# Ostróda (gemeente)
De gemeente Ostróda is een landgemeente in het Poolse woiwodschap Ermland-Mazurië, in powiat Ostródzki.
De zetel van de gemeente is in Ostróda.
Op 30 juni 2004 telde de gemeente 15.416 inwoners.

## Oppervlakte gegevens
In 2002 bedroeg de totale oppervlakte van gemeente Ostróda 401,06 km², waarvan:
- agrarisch gebied: 54%
- bossen: 29%

De gemeente beslaat 22,72% van de totale oppervlakte van de powiat.

## Demografie
Stand op 30 juni 2004:
| Omschrijving                   | Totaal | Totaal | Vrouwen | Vrouwen | Mannen | Mannen |
| ------------------------------ | ------ | ------ | ------- | ------- | ------ | ------ |
| eenheid                        | aantal | %      | aantal  | %       | aantal | %      |
| inwoners                       | 15 416 | 100    | 7628    | 49,5    | 7788   | 50,5   |
| bevolkingsdichtheid (inw./km²) | 38,4   | 38,4   | 19      | 19      | 19,4   | 19,4   |

In 2002 bedroeg het gemiddelde inkomen per inwoner 1411,42 zł.

## Administratieve plaatsen (sołectwo)
Brzydowo, Durąg, Dziadyk, Gierłoż, Giętlewo, Glaznoty, Grabin, Górka, Idzbark, Kajkowo, Kątno, Klonowo, Lipowiec, Lipowo, Lubajny, Międzylesie, Morliny, Naprom, Ornowo, Ostrowin, Pietrzwałd, Reszki, Rudno, Samborowo, Smykówko, Stare Jabłonki, Szyldak, Turznica, Tyrowo, Wałdowo, Wirwajdy, Wygoda, Wysoka Wieś, Zwierzewo.

## Overige plaatsen
Bałcyny, Bednarki, Gruda, Kraplewo, Lichtajny, Marciniaki, Miejska Wola, Nastajki, Pancerzyn, Ruś Mała, Ryn, Ryńskie, Smykowo, Staszkowo, Szafranki, Warlity Wielkie, Worniny, Wyżnice, Zajączki.

## Aangrenzende gemeenten
Dąbrówno, Gietrzwałd, Grunwald, Iława, Lubawa, Łukta, Miłomłyn, Olsztynek, Ostróda